# Gerhard Berthold
Gerhard Berthold (* 12. März 1891 in Schneeberg (Erzgebirgskreis); † 14. April 1942 bei Juchnow) war ein deutscher Generalleutnant der Wehrmacht im Zweiten Weltkrieg.

## Biografie
Berthold trat am 1. April 1910 als Einjährig-Freiwilliger in das 7. Infanterie-Regiment „König Georg“ Nr. 106 der Sächsischen Armee ein und wurde nach Ablauf seiner Dienstzeit zur Reserve entlassen. Mit Ausbruch des Ersten Weltkriegs als Vizefeldwebel eingezogen, nahm Berthold im 3. Infanterie-Regiment „König Ludwig III. von Bayern“ Nr. 102 an den Kämpfen an der Westfront teil. Zum 5. März 1915 erfolgte seine Übernahme in das aktive Dienstverhältnis und bis Kriegsende avancierte er zum Oberleutnant.
Nach Kriegsende in die Vorläufige Reichswehr übernommen, versah Berthold zunächst Dienst im Reichswehr-Infanterie-Regiment 24, kam dann in das Infanterie-Regiment 10 und wurde schließlich am 1. Oktober 1921 in das 11. Infanterie-Regiment versetzt. Hier war er in der 12. (MG)-Kompanie in Leipzig tätig. Am 1. Dezember 1926 stieg Berthold zum Hauptmann auf und war vom 1. Februar 1927 bis zum 28. Februar 1929 beim Stab der 1. Division. Anschließend fungierte er für ein Jahr als Kompaniechef im 10. (Sächsisches) Infanterie-Regiment und wurde dann in die Wehrmachts-Abteilung des Reichswehrministeriums nach Berlin versetzt. Daran schloss sich vom 1. Mai 1932 bis zum 30. Juni 1935 eine nochmalige Verwendung als Kompaniechef im 10. (Sächsisches) Infanterie-Regiment an. In dieser Eigenschaft wurde Berthold am 1. April 1933 zum Major befördert. Am 1. Juli 1935 erfolgte seine Versetzung in den Generalstab des Heeres und drei Monate später die Beförderung zum Oberstleutnant. Ab 1. Oktober 1937 war Berthold Erster Generalstabsoffizier des VIII. Armeekorps in Breslau und avancierte am 1. März 1938 zum Oberst.
Im Zweiten Weltkrieg war er Kommandeur des Infanterie-Regiments 82 beim Überfall auf Polen und ab Dezember 1939 bis Mitte August 1941 Kommandeur des Infanterie-Regiments 17 beim Westfeldzug. Anschließend mit der Führung der 31. Infanterie-Division beauftragt, wurde Berthold am 1. September 1941 mit der Beförderung zum Generalmajor zum Kommandeur dieses Großverbandes an der Ostfront in Mittelrussland ernannt. Für seine Leistungen erhielt Berthold am 4. Dezember 1941 das Ritterkreuz des Eisernen Kreuzes. Vom 20. Januar bis zum 19. Februar 1942 war er mit der Führung des XXXXIII. Armeekorps beauftragt und anschließend wieder Kommandeur der 31. Infanterie-Division. Berthold fiel im April 1942 bei der Winterschlacht um die Saizewa-Gora in Juchnow. Postum erfolgte am 10. Juni 1943 mit Wirkung zum 1. April 1942 seine Beförderung zum Generalleutnant.